# Westerville (Nebraska)
Westerville – jednostka osadnicza w Stanach Zjednoczonych, w stanie Nebraska, w hrabstwie Custer.